# James Calado
James John Calado (Cropthorne, 13 giugno 1989) è un pilota automobilistico britannico attivo nel Campionato del mondo endurance con l'Hypercar della Scuderia Ferrari.
La sua carriera è stata finanziata dalla Racing Steps Foundation. Pilota ufficiale Ferrari dal 2014, milita nella squadra ufficiale AF Corse con la Ferrari 488 GTE Evo, col quale ha vinto il Campionato del mondo endurance (classe LMGTE Pro) nel 2017 e 2021 e la 24 Ore di Le Mans 2019 e nel 2021 e l'edizione 2023 su Ferrari 499P.

## Carriera

### Kart
Calado fu protagonista di un'intensa carriera nel mondo dei kart, iniziando nella categoria Cadetti nel 1999. Ingaggiato nel team vincitore nel 2000 del campionato cadetto inglese, l'Inter-Nations, Calado lo vinse nel 2001, finendo inoltre 2º dietro Daniel Rowbottom nella serie cadetta Super 1, perdendo per 13 posti. Nel 2002, Calado passò alla TKM Juniors, concludendo 5º nel campionato Super 1. Il 2003 vide Calado partecipare alla serie paneuropea per la prima volta, guidando un kart Gillard Parilla per il PDB Racing Team nella classe ICA Junior. Finì 2º dietro a Nicholas Risitano nel campionato europeo, battendo comunque i futuri piloti di Formula 1 Sébastien Buemi e Jaime Alguersuari.
Passò alla Tony kart per la stagione 2004 e ancora una volta finì nella top 3 del campionato europeo, stavolta concludendo 3º dietro Stefano Coletti e Jules Bianchi. Fu 5º nel Trofeo Andrea Margutti e 9º negli Open Masters italiani. Si spostò nella categoria KF2 (o ICA) nel 2005 e vinse il campionato europeo davanti al suo futuro compagno di squadra Jean-Éric Vergne, mentre negli Open Masters italiani concluse dietro ad Armando Parente. Tornò nel Regno Unito per partecipare alla Renault Elite League nella classe Super Libre, finendo 7º in campionato.
Calado si spostò nella classe regina del karting internazionale nel 2006, la KF1 (o Formula A). 6º negli Open Masters italiani, Calado andò a Macao per il Gran Premio Internazionale dei kart, dove finì 2º dietro a Michael Christensen. Il suo finale di stagione, nel 2007, vide il suo quarto arrivo nella top 5 del campionato europeo, oltre a un 3º posto nel Trofeo Margutti. Si piazzò anche al 9º posto nella Coppa d'Inverno del Garda del Sud.

### Formula Renault

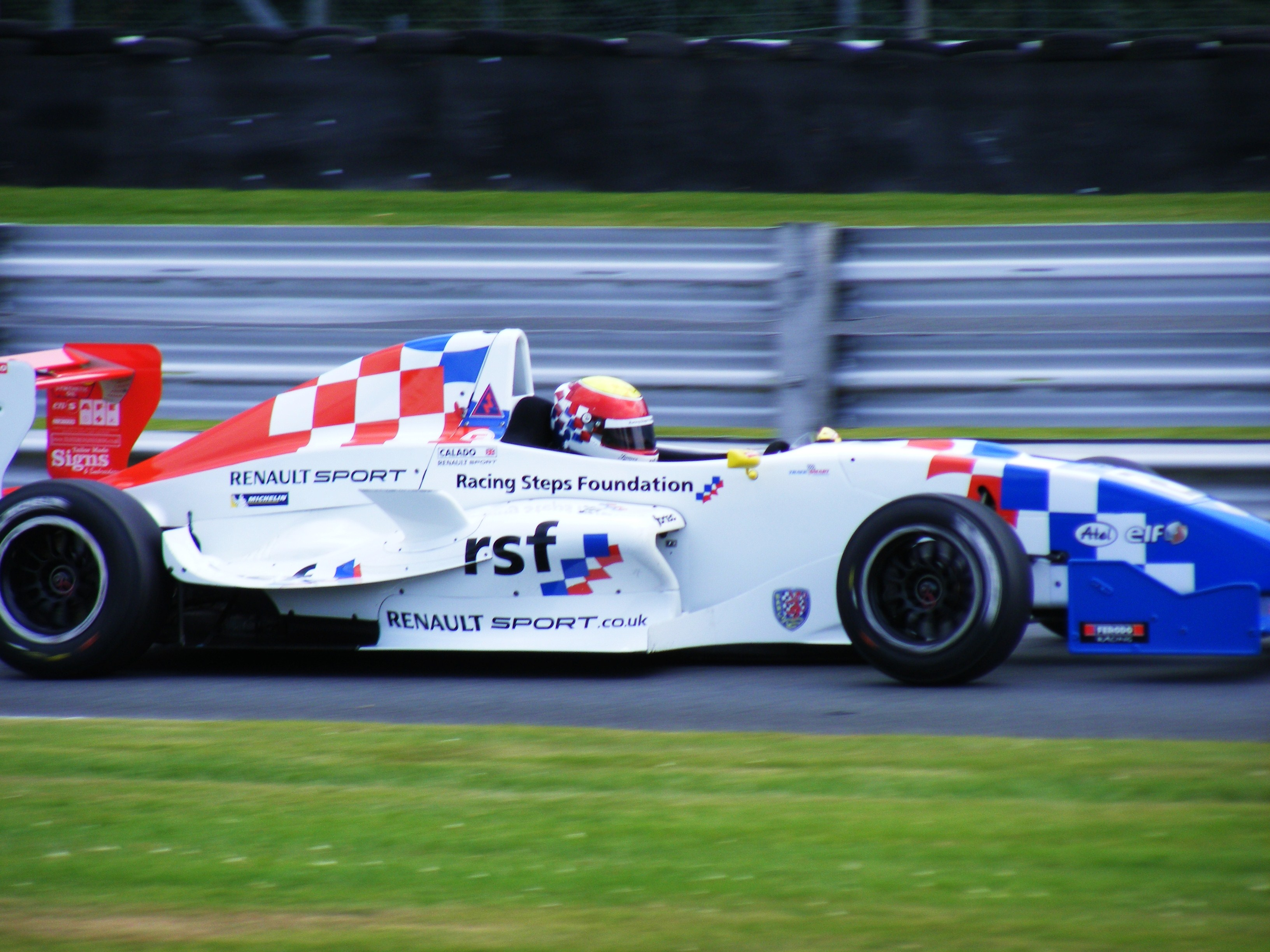
Calado corre ad Oulton Park durante il campionato inglese di Formula Renault nel 2008

Calado si spostò nella Formula Renault inglese per il campionato 2008, guidando per la Fortec. Non avendo alcuna esperienza precedente in monoposto, Calado venne inserito nella Graduate Cup riservata ai debuttanti della categoria. Concluse secondo dietro a Dean Stoneman in quel trofeo, mentre fu 7º nel campionato generale. Ottenne due pole, a Snetterton e ad Oulton Park, con una vittoria ottenuta a Snetterton. Riuscì a salire altre tre volte sul podio nel corso della stagione. Calado partecipò anche a due gare della Coppa Nord Europea della Formula Renault 2.0, a Zolder e a Spa-Francorchamps. Arrivò nella top 5 due volte per poi finire 25º in classifica, con 38 punti. Alla fine della stagione, Calado entrò nella Winter Series sia della Formula Renault portoghese che di quella inglese. Tra i due campionati, corse otto gare in totale e ottenne cinque pole position, sei giri più veloci e cinque vittorie, tenendo Henry Surtees dietro di tre punti nella serie britannica.

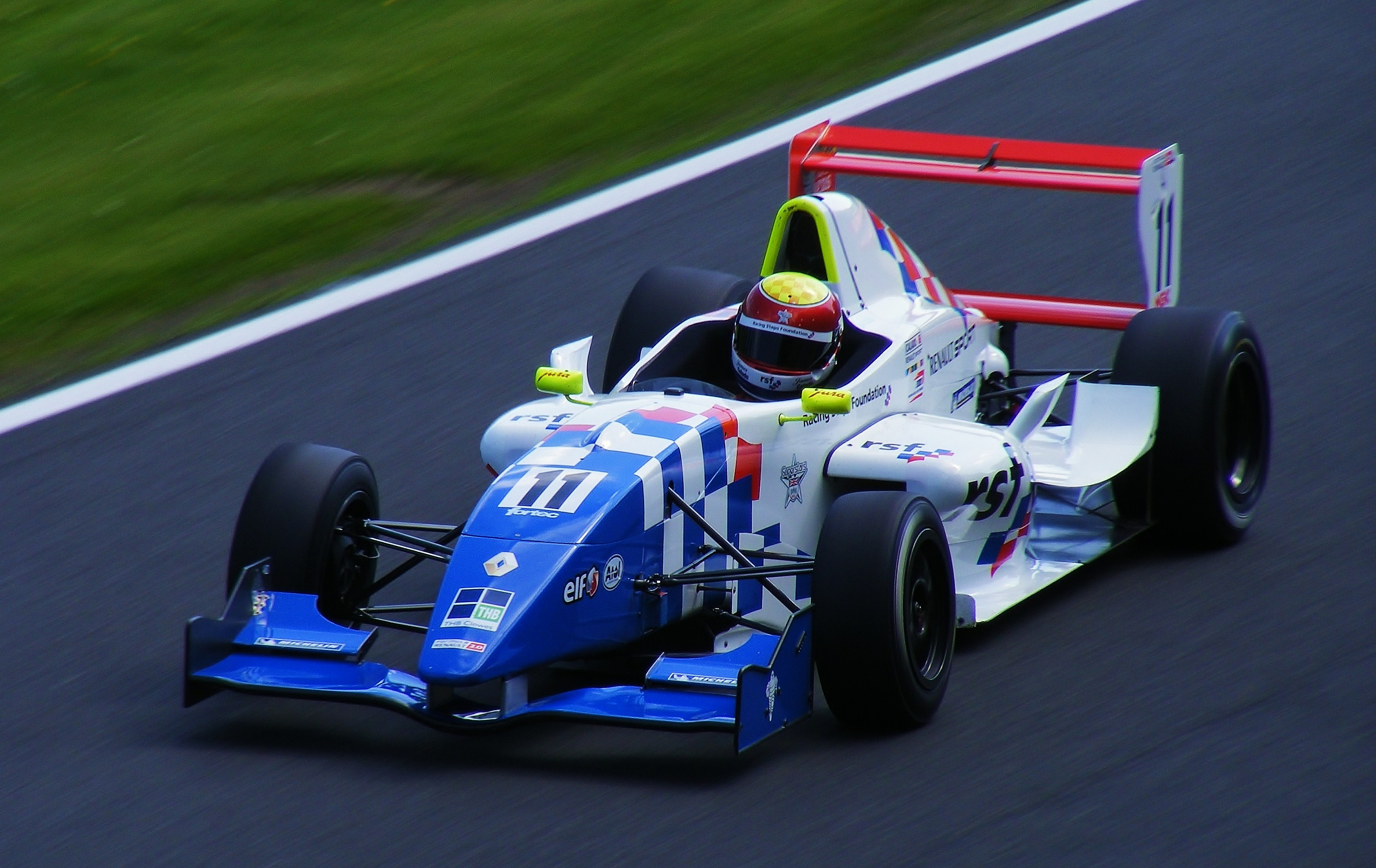
Calado corre ad Oulton Park in una gara di Formula Renault inglese del 2009

Calado continuò nella serie inglese della Formula Renault, restando con la Fortec per il secondo anno di fila. Calado fu il pilota di maggiore successo nella serie, ottenendo un totale di otto vittorie. Conquistò anche dieci pole position e sette giri più veloci. Tuttavia, i ritiri di Thruxton, Oulton Park e a Croft strapparono il titolo dalle mani di Calado consegnandolo a Dean Smith, che debuttò nella serie alla seconda gara del campionato. Calado alla fine concluse 2º, 34 punti dietro al vincitore. Calado partecipò anche a tre gare dell'Eurocup Formula Renault 2.0 per la Fortec, correndo a Barcellona, Spa e a Le Mans. Finì 17º, con 10 punti ottenuti grazie al 5º posto a Barcellona e al 7º di Spa. Perse un possibile piazzamento sul podio a Barcellona a causa di una foratura a due giri dalla fine, che sarebbe stata successivamente convertita in vittoria per la squalifica del vincitore Albert Costa.

### Formula 3 e GP3 Series
Calado passò alla Formula 3 inglese per la stagione 2010, facendo parte di una della sei Carlin in lotta per il titolo. Fu il secondo pilota dell'RSF in questo team, dopo che Oliver Turvey finì secondo nel campionato di due anni prima. Ottenne cinque vittorie e finì 2º in campionato, dietro al vincitore Jean-Éric Vergne.
Calado passò poi alla GP3 Series per il 2011, guidando per la Lotus ART insieme a Pedro Nunes, Richie Stanaway e Valtteri Bottas. In una stagione di successo per la ART, Bottas vinse il campionato mentre Calado arrivò dietro di lui nel campionato piloti, vincendo a Valencia e con cinque altri arrivi a podio. La ART vinse anche il campionato a squadre.

### GP2 Series

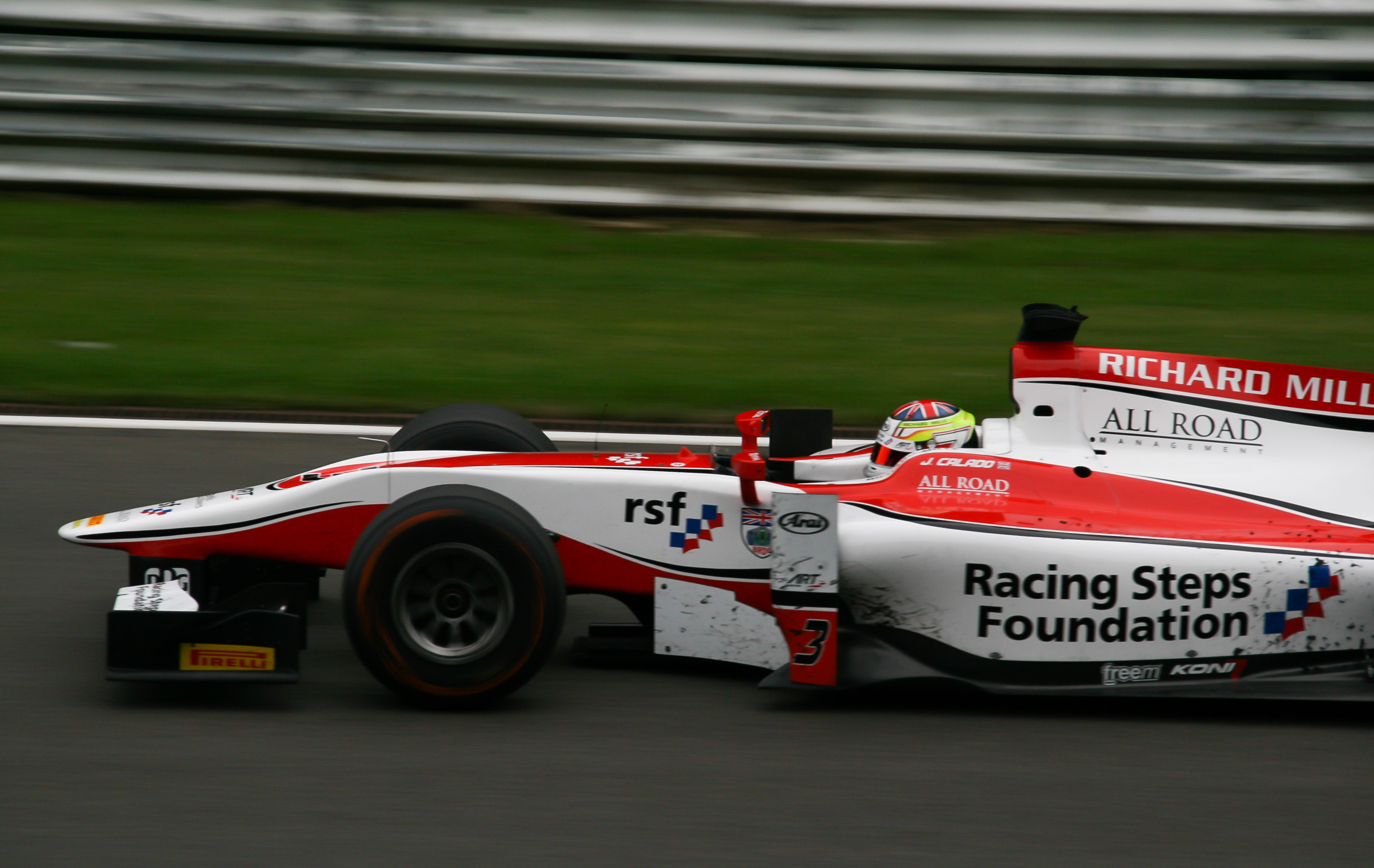
Calado nel 2013 sul Circuito di Spa-Francorchamps

Calado debuttò in GP2 alla guida della ART nelle finali della GP2 nel 2011 tenutesi a Yas Marina che concluse la stagione di GP2. Vinse la gara sprint, la seconda del week-end. Si unì al team a tempo pieno per la stagione 2012, insieme a Esteban Gutiérrez. Continuò la sua striscia positiva vincendo la gara sprint a Sepang. Poi conquistò la pole position a Barcellona e a Valencia, ma non riuscì a renderle vittorie; vinse invece la gara sprint a Hockenheim. A metà campionato si trovava al 3º posto in classifica, ma un finale di stagione irto di difficoltà (tra cui un incidente nelle prove a Monza e un'infenzione alimentare a Singapore) lo videro superato sia dal compagno di squadra Gutiérrez sia dal connazionale Max Chilton. Ciononostante, il suo 5º posto in campionato fu il migliore per un debuttante in quell'anno, davanti a Felipe Nasr che arrivò 10º. La rivista Autosport elesse Calado miglior pilota della stagione, a causa della sua grande velocità mostrata nonostante la sua inesperienza paragonata a quella di rivali più esperti.

### Formula 1

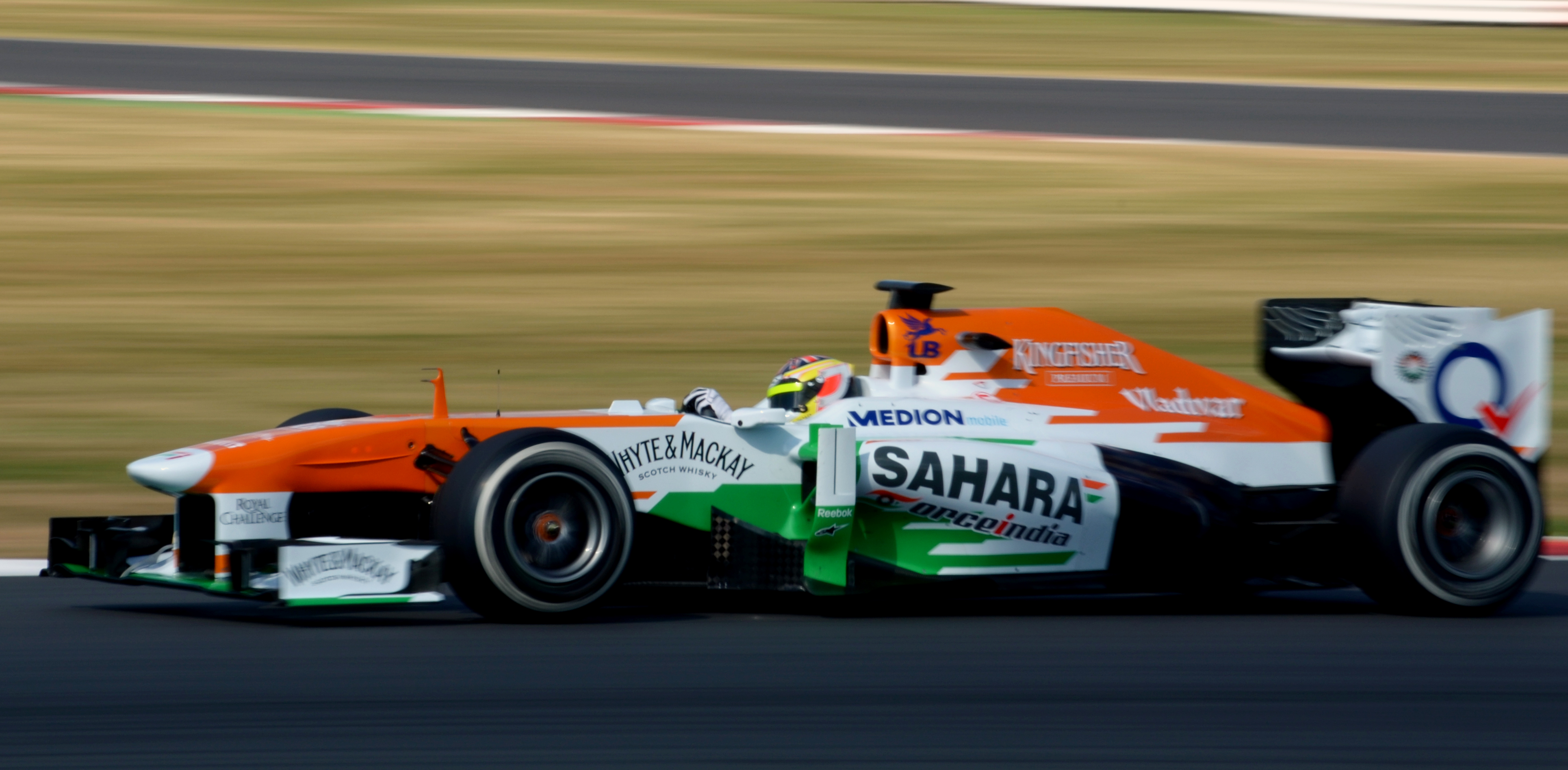
Calado durante dei test con la Force India VJM06

Il 15 maggio 2013, presso l'aeroporto di Duxford, Calado utilizza per la prima volta una vettura di Formula 1 effettuando un test aerodinamico per il team Force India. Si cimenta in un secondo aero-test il 19 giugno. Il 17 e 18 luglio James è stato convocato da Force India per i test riservati ai giovani piloti tenutisi a Silverstone. Il 2 settembre il team anglo-indiano ha annunciato l'ingaggio di James Calado come terzo pilota per il resto della stagione 2013, il pilota inglese svolgerà anche alcune sessioni di prove libere il venerdì dei week end di gara. Scende per la prima volta in pista con la Force India VJM06 nel Gran Premio d'Italia a Monza per poi scendere in pista altre quattro volte, nel Gran Premio di Corea, in India, ad Abu Dhabi e nel Gran Premio del Brasile.

### Formula E

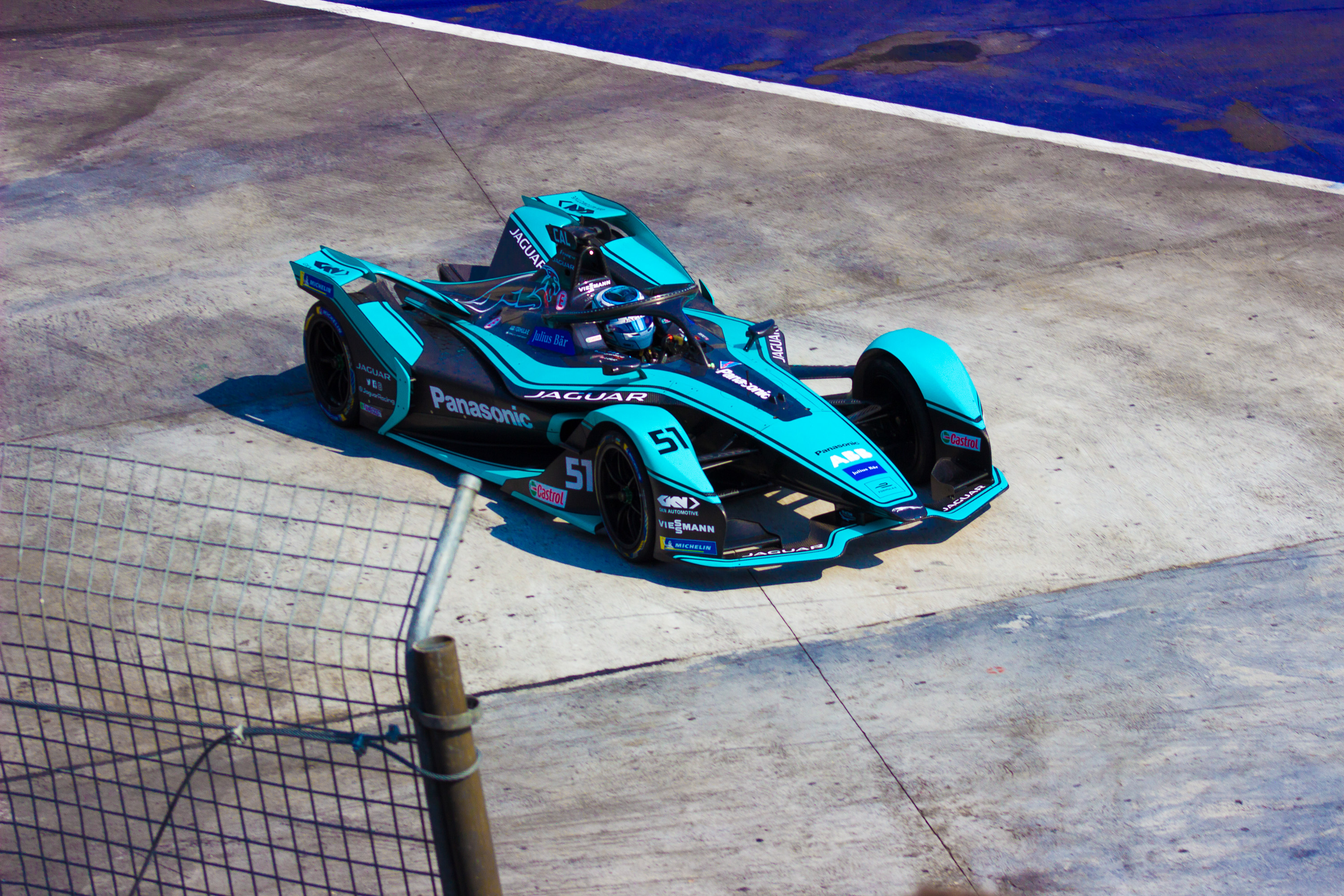
Calado durante l'E-Prix di Città del Messico 2020

Il 2 ottobre 2019 la Jaguar Racing annuncia di aver ingaggiato Calado per il Campionato di Formula E 2019-2020 al fianco di Mitch Evans. Dopo un esordio deludente nel E-Prix di Dirʿiyya il britannico chiude ottavo nell'E-Prix di Santiago. La stagione è condizionata dalla Pandemia di COVID-19, diversi E-Prix vengono cancellati e gli ultimi si disputano tutti a Berlino. Calado non ha un ottimo passo e per le ultime due gare viene sostituito da Tom Blomqvist.

### Endurance

#### Ferrari GT
Chiuse le porte per la Formula 1 Calado diventa pilota GT della Ferrari. Con il team AF Corse e il pilota Davide Rigon partecipa al Campionato del mondo endurance nella classe LMGTE Pro. L'equipaggio a guida della Ferrari 458 Italia GT2 conquista cinque podi e chiude settimo in classifica. L'anno seguente Calado continua in coppia con Rigon e conquista una pole e altri cinque podi, chiudendo così quarti nella classifica di classe.

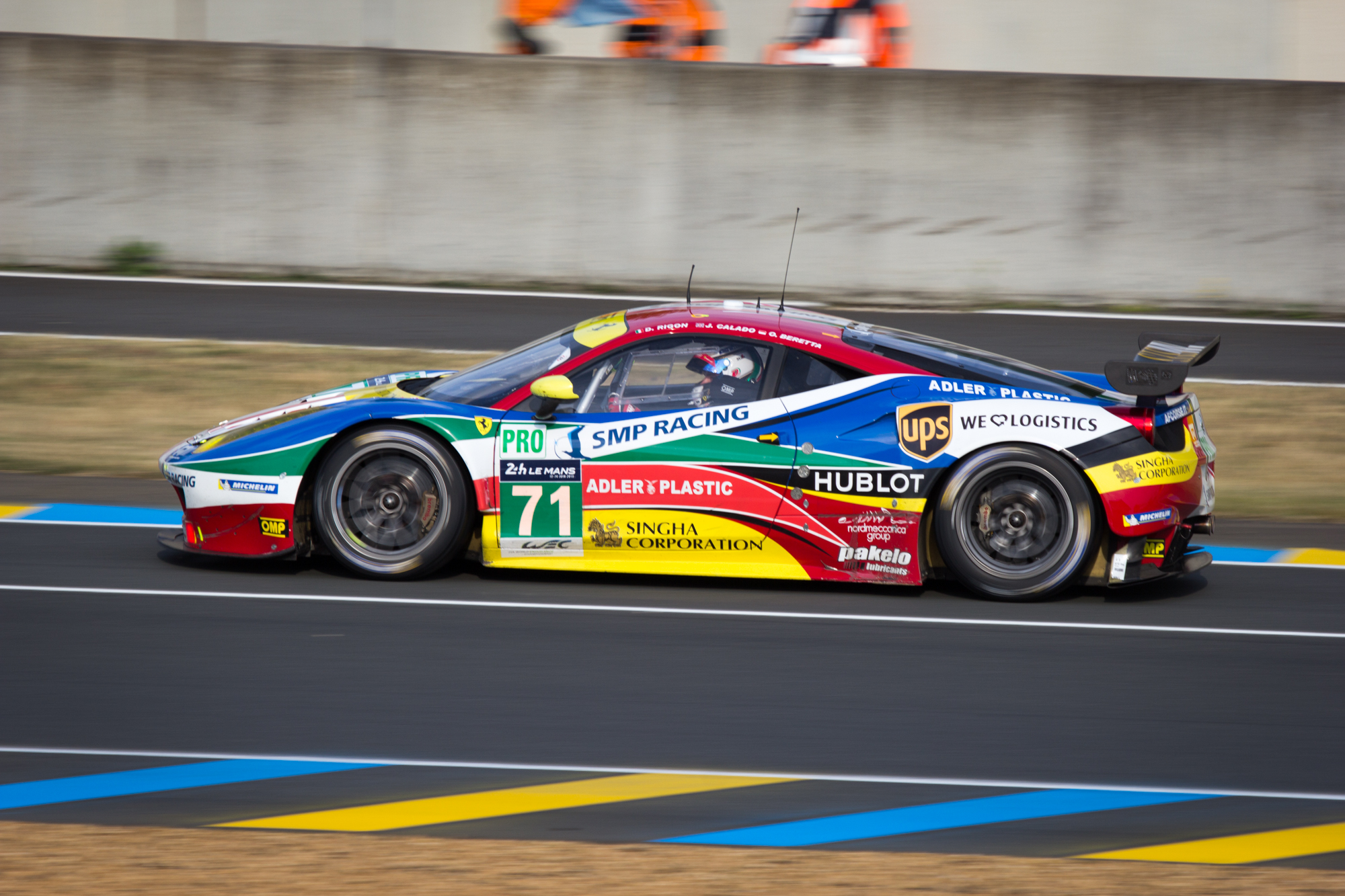
Calado durante la sua prima 24 Ore di Le Mans nel 2015

Nel 2016 a guida della Ferrari 488 GTE del team SMP Racing partecipa alla sua prima 24 Ore di Daytona nella classe GTLM. Nel resto dell'anno inizia la sua terza stagione del WEC. Calado conquista la sua prima vittoria - la 6 Ore di Nürburgring - e ottime altri sei podi, chiudendo così terzo in classifica. A fine anno torna nel campionato IMSA con il team Risi Competizione con cui corre e vince la Petit Le Mans.
Ad inizio del 2017 il britannico con il team Risi Competizione corre la 24 Ore di Daytona e la 12 Ore di Sebring dove chiude in entrambi al terzo posto. Nel resto dell'anno il team AF Corse conferma Calado per la stagione 2017 del WEC e gli affianca l'italiano Alessandro Pier Guidi. Il duo conquista tre vittorie: la 6 Ore del Nürburgring, la 6 Ore del Fuji e la 6 Ore del COTA.  L'equipaggio conquista altri tre podi e diventa campione del mondo nella classe GT Pro. Lo stesso anno sempre a guida della Ferrari corre nella GT World Challenge Europe Endurance Cup. 

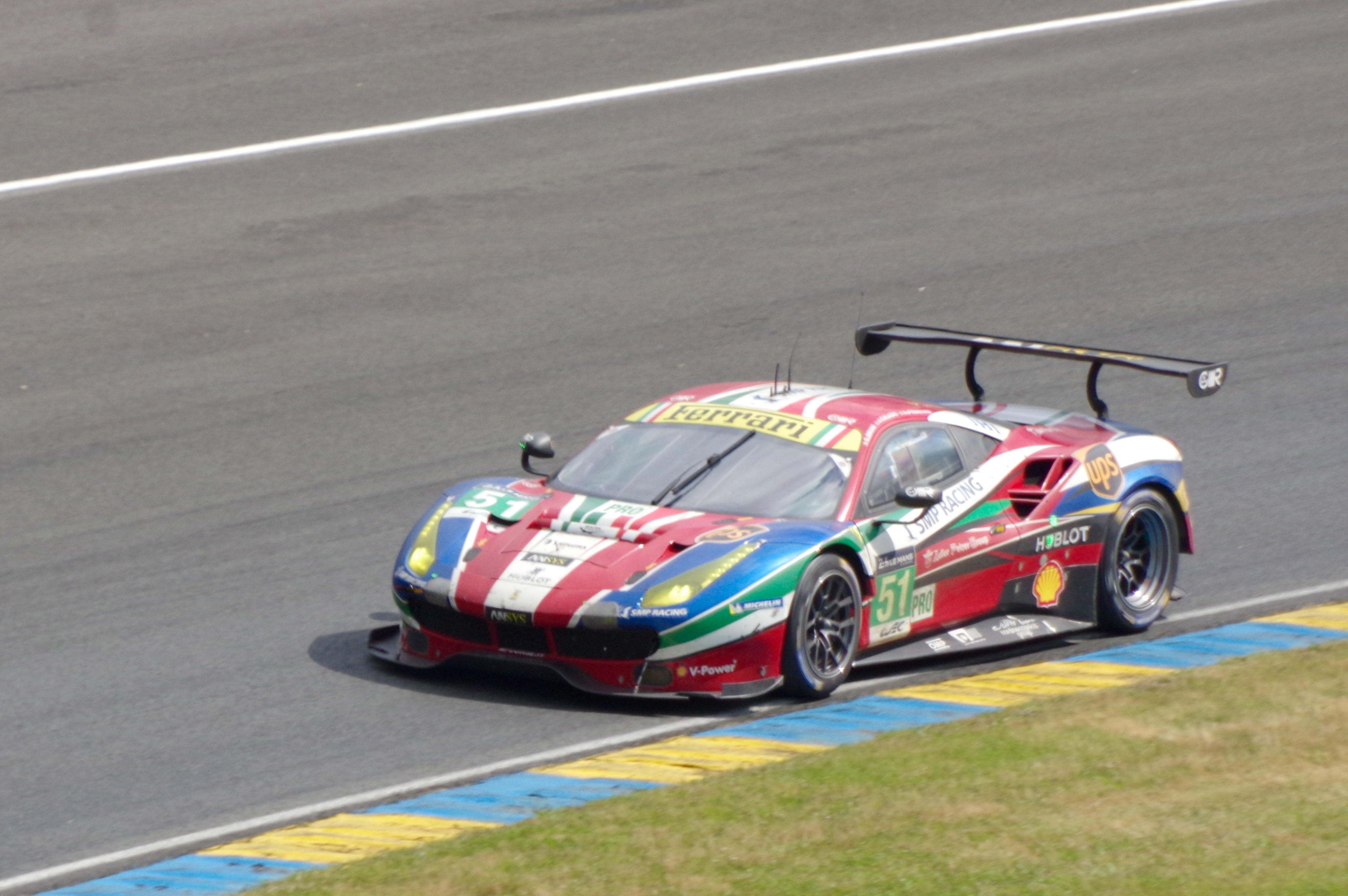
Calado alla guida della Ferrari 488 GTE alla 24 Ore di Le Mans 2016

La stagione seguente continua nel Wec insieme a Pier Guidi: il duo vince la 6 Ore di Silverstone e insieme a Daniel Serra vincono anche la 24 Ore di Le Mans. A fine del 2018 Calado, insieme ai giapponesi Kei Cozzolino e Takeshi Kimura, partecipa alla Asian Le Mans con il team Car Guy Racing. L'equipaggio conquista la vittoria in tutte e quattro le gare della serie e vincono la serie nella classe GT.
Oltre a correre nella Formula E con la Jaguar continua nel WEC con AF Corse dove vince la 4 Ore di Shanghai del 2019. Nel 2021 il duo della AF Corse vince tre gare del Wec tra cui anche la 24 Ore di Le Mans dove si aggiunge anche Côme Ledogar. Calado e Pier Guidi diventano per la seconda volta campioni del mondo sempre nella classe LMGTE Pro.
Calado inizia il 2022 partecipando alla 24 Ore di Daytona dove chiude secondo nella sua categoria. Nel resto della stagione con il team AF Corse partecipa al WEC insieme a Pier Guidi mentre con il team Iron Lynx, Miguel Molina e Nicklas Nielsen al GT World Challenge Europe. Nel Mondiale Endurance vincono la 6 Ore di Spa-Francorchamps e 6 Ore del Fuji, laureandosi campioni per la terza volta nell'atto conclusivo della 8 Ore del Bahrain  concludendo la gara al quinto posto, nonostante un problema al cambio avvenuto a poco meno di 2 ore dal termine della gara.

#### Ferrari Hypercar

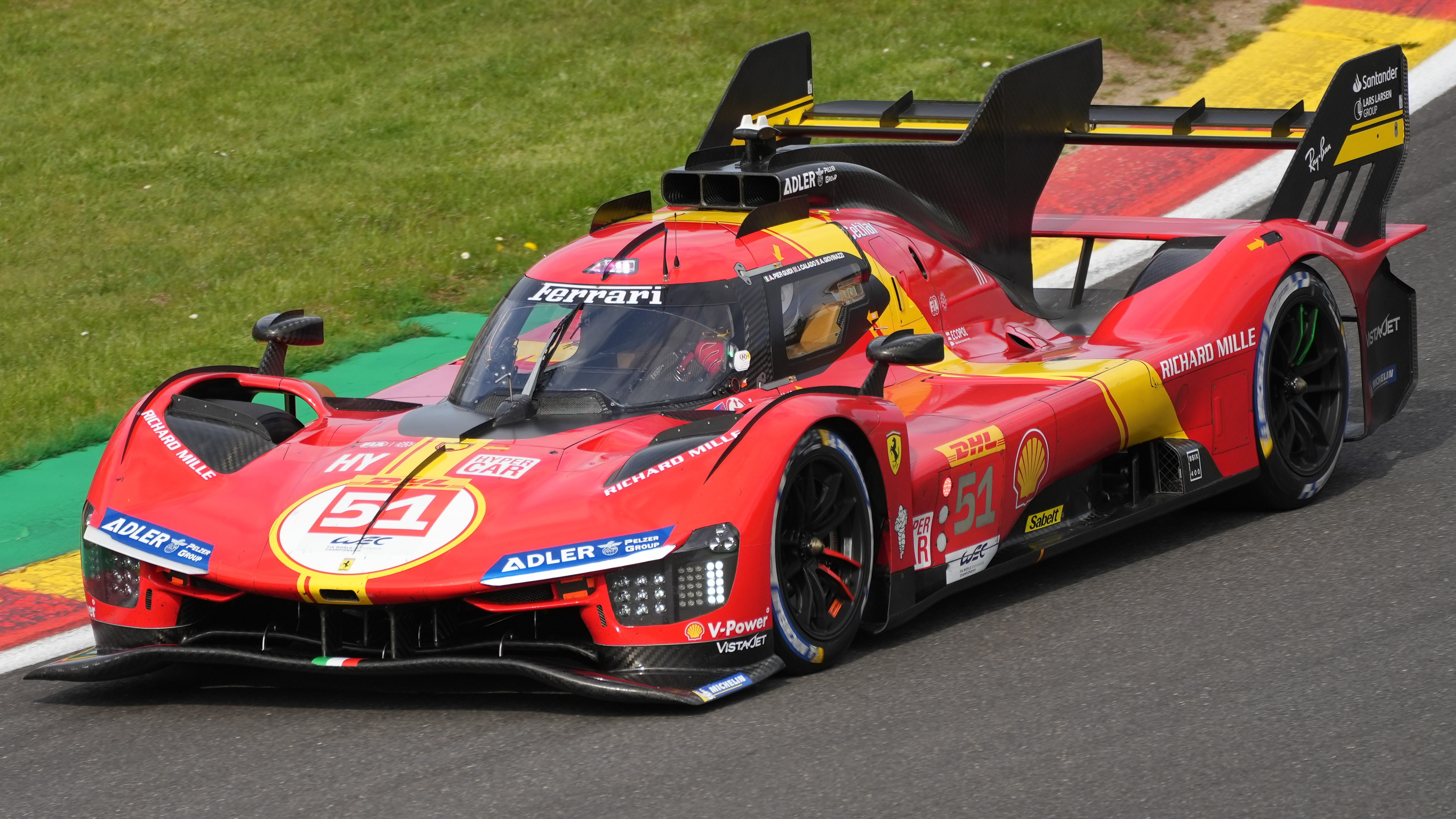
La Ferrari 499P di Calado durante la 6 ore di Spa 2023

Dal 2022 insieme ad altri piloti GT della Ferrari, Calado testa l'Oreca 07 LMP2 in vista della nuova Hypercar. Nel gennaio del 2023 viene annunciato come pilota ufficiale del marchio per portare in pista la nuova Ferrari 499P nel WEC, che dividerà con Alessandro Pier Guidi e Antonio Giovinazzi. Alla 6 ore di Spa-Francorchamps Calado e la sua squadra concludono terzi, ottenendo il primo podio in stagione ma è all'appuntamento successivo, la 24 ore di Le Mans, che compiono il capolavoro. Dopo essersi qualificati 2° all'Hyperpole del venerdì, in gara conquistano una straordinaria vittoria davanti alla Toyota, riportando la Ferrari al trionfo nella classe regina dopo 58 anni.
Nel gennaio del 2023, Calado rinnova con Ferrari con un contratto pluriennale. A gennaio con la Ferrari 296 GT3 riesce a vincere nella classe GTD Pro la 24 Ore di Daytona.

## Risultati

### Sommario
| Anno    | Serie                                          | Team                       | Gare                       | Vittorie                   | Pole                       | Gpv                        | Podi                       | Punti                      | Pos.                       |
| ------- | ---------------------------------------------- | -------------------------- | -------------------------- | -------------------------- | -------------------------- | -------------------------- | -------------------------- | -------------------------- | -------------------------- |
| 2008    | Formula Renault 2.0 inglese                    | Fortec Motorsport          | 20                         | 1                          | 2                          | 0                          | 4                          | 292                        | 7º                         |
| 2008    | Formula Renault 2.0 NEC                        | Fortec Motorsport          | 3                          | 0                          | 0                          | 0                          | 0                          | 38                         | 25º                        |
| 2008    | Formula Renault 2.0 serie invernale            | Fortec Motorsport          | 4                          | 2                          | 3                          | 4                          | 3                          | 116                        | 1º                         |
| 2008    | Formula Renault 2.0 serie invernale portoghese | Fortec Motorsport          | 4                          | 3                          | 2                          | 2                          | 4                          | 60                         | 1º                         |
| 2009    | Formula Renault 2.0 inglese                    | Fortec Motorsport          | 20                         | 8                          | 10                         | 7                          | 12                         | 457                        | 2º                         |
| 2009    | Eurocup Formula Renault 2.0                    | Fortec Motorsport          | 6                          | 0                          | 0                          | 1                          | 0                          | 10                         | 17º                        |
| 2010    | Formula 3 inglese                              | Carlin                     | 30                         | 5                          | 2                          | 4                          | 12                         | 293                        | 2º                         |
| 2011    | GP3 Series                                     | Lotus ART                  | 16                         | 1                          | 1                          | 2                          | 6                          | 55                         | 2º                         |
| 2011    | GP2 Finali                                     | Lotus ART                  | 2                          | 1                          | 0                          | 0                          | 1                          | 7                          | 5º                         |
| 2012    | GP2 Series                                     | Lotus GP                   | 24                         | 2                          | 2                          | 1                          | 7                          | 160                        | 5º                         |
| 2013    | GP2 Series                                     | ART Grand Prix             | 22                         | 2                          | 0                          | 2                          | 7                          | 157                        | 3°                         |
| 2013    | Formula 1                                      | Sahara Force India F1 Team | Pilota test / Collaudatore | Pilota test / Collaudatore | Pilota test / Collaudatore | Pilota test / Collaudatore | Pilota test / Collaudatore | Pilota test / Collaudatore | Pilota test / Collaudatore |
| 2014    | WEC - LMGTE Pro                                | AF Corse                   | 8                          | 0                          | 0                          | 0                          | 5                          | 94                         | 7°                         |
| 2015    | WEC - LMGTE Pro                                | AF Corse                   | 8                          | 0                          | 1                          | 0                          | 5                          | 123                        | 4°                         |
| 2015    | European Le Mans Series - LMGTE                | JMW Motorsport             | 1                          | 0                          | 0                          | 0                          | 0                          | 0                          | 18°                        |
| 2016    | WEC - LMGTE Pro                                | AF Corse                   | 9                          | 1                          | 1                          | 1                          | 7                          | 128                        | 3°                         |
| 2016    | IMSA SportsCar Championship - GTLM             | SMP Racing                 | 1                          | 0                          | 0                          | 0                          | 0                          | 58                         | 19°                        |
| 2016    | IMSA SportsCar Championship - GTLM             | Risi Competizione          | 1                          | 1                          | 0                          | 0                          | 1                          | 58                         | 19°                        |
| 2017    | WEC - LMGTE Pro                                | AF Corse                   | 9                          | 3                          | 0                          | 0                          | 7                          | 153                        | 1°                         |
| 2017    | Blancpain GT Series Endurance Cup              | Kaspersky Motorsport       | 5                          | 0                          | 1                          | 0                          | 0                          | 32                         | 7°                         |
| 2017    | IMSA SportsCar Championship - GTLM             | Risi Competizione          | 2                          | 0                          | 0                          | 0                          | 2                          | 60                         | 18°                        |
| 2018    | IMSA SportsCar Championship - GTLM             | Risi Competizione          | 2                          | 0                          | 0                          | 1                          | 0                          | 52                         | 17°                        |
| 2018-19 | WEC - LMGTE Pro                                | AF Corse                   | 8                          | 2                          | 0                          | 0                          | 3                          | 136.5                      | 2°                         |
| 2018-19 | Asian Le Mans Series - GT                      | CarGuy Racing              | 4                          | 4                          | 1                          | 0                          | 4                          | 101                        | 1°                         |
| 2019    | IMSA SportsCar Championship - GTLM             | Risi Competizione          | 2                          | 1                          | 1                          | 0                          | 2                          | 67                         | 20°                        |
| 2019    | Blancpain GT Series Endurance Cup              | AF Corse                   | 1                          | 0                          | 0                          | 0                          | 0                          | 0                          | NC                         |
| 2019-20 | Formula E                                      | Panasonic Jaguar Racing    | 9                          | 0                          | 0                          | 0                          | 0                          | 10                         | 19°                        |
| 2019-20 | WEC - LMGTE Pro                                | AF Corse                   | 8                          | 1                          | 1                          | 1                          | 3                          | 132                        | 5°                         |
| 2020    | GT World Challenge Europe Endurance Cup        | AF Corse                   | 3                          | 0                          | 0                          | 0                          | 0                          | 46                         | 6°                         |
| 2020    | IMSA SportsCar Championship - GTLM             | Risi Competizione          | 1                          | 0                          | 0                          | 0                          | 0                          | 25                         | 16°                        |
| 2021    | WEC - LMGTE Pro                                | AF Corse                   | 6                          | 3                          | 0                          | 0                          | 6                          | 177                        | 1°                         |
| 2021    | IMSA SportsCar Championship - GTLM             | Risi Competizione          | 1                          | 0                          | 0                          | 1                          | 0                          | 308                        | 13°                        |
| 2022    | WEC - LMGTE Pro                                | AF Corse                   | 6                          | 2                          | 0                          | 0                          | 4                          | 135                        | 1°                         |
| 2022    | IMSA SportsCar Championship - GTD Pro          | Risi Competizione          | 1                          | 0                          | 0                          | 0                          | 1                          | 340                        | 2°*                        |
| 2022    | GT World Challenge Europe Endurance Cup        | Iron Lynx                  | 1                          | 0                          | 0                          | 0                          | 0                          | 6*                         |                            |

* Stagione in corso.

### GP3 Series
(legenda) (Le gare in grassetto indicano la pole position) (Gare in corsivo indicano Gpv)
| Anno | Team      | 1   | 2   | 3   | 4   | 5   | 6   | 7   | 8   | 9   | 10  | 11  | 12  | 13  | 14  | 15  | 16  | Punti | Pos. |
| ---- | --------- | --- | --- | --- | --- | --- | --- | --- | --- | --- | --- | --- | --- | --- | --- | --- | --- | ----- | ---- |
| 2011 | Lotus ART | IST | IST | CAT | CAT | VAL | VAL | SIL | SIL | NÜR | NÜR | HUN | HUN | SPA | SPA | MNZ | MNZ | 55    | 2º   |
| 2011 | Lotus ART | 27  | 13  | 2   | 21  | 8   | 1   | 6   | 5   | 4   | 6   | 25  | 3   | 2   | 2   | 2   | 14  | 55    | 2º   |

### GP2 Series
(legenda) (Le gare in grassetto indicano la pole position) (Gare in corsivo indicano Gpv)
| Anno | Team           | 1   | 2   | 3    | 4    | 5    | 6    | 7   | 8   | 9   | 10  | 11  | 12  | 13  | 14  | 15  | 16  | 17  | 18  | 19  | 20  | 21  | 22  | 23  | 24  | Punti | Pos. |
| ---- | -------------- | --- | --- | ---- | ---- | ---- | ---- | --- | --- | --- | --- | --- | --- | --- | --- | --- | --- | --- | --- | --- | --- | --- | --- | --- | --- | ----- | ---- |
| 2012 | Lotus GP       | SEP | SEP | BHR1 | BHR1 | BHR2 | BHR2 | CAT | CAT | MON | MON | VAL | VAL | SIL | SIL | HOC | HOC | HUN | HUN | SPA | SPA | MNZ | MNZ | SGP | SGP | 160   | 5º   |
| 2012 | Lotus GP       | 8   | 1   | 5    | 3    | 16   | 12   | 2   | 4   | 7   | Rit | 8   | 2   | Rit | 20  | 8   | 1   | 4   | 6   | 2   | 3   | 12  | 14  | Rit | 10  | 160   | 5º   |
| 2013 | ART Grand Prix | SEP | SEP | BHR  | BHR  | CAT  | CAT  | MON | MON | SIL | SIL | NÜR | NÜR | HUN | HUN | SPA | SPA | MNZ | MNZ | SGP | SGP | YMC | YMC |     |     | 157   | 3º   |
| 2013 | ART Grand Prix | 2   | Rit | 12   | 5    | Rit  | 11   | 5   | 5   | 9   | 3   | 2   | 2   | 9   | 6   | 8   | 1   | 6   | 26  | 3   | 19  | 6   | 1   |     |     | 157   | 3º   |

### Formula E
(legenda) (Le gare in grassetto indicano la pole position) (Gare in corsivo indicano Gpv)
| Anno    | Squadra                 | Vettura               | 1      | 2     | 3     | 4      | 5      | 6      | 7      | 8       | 9      | 10  | 11  | Punti | Pos. |
| ------- | ----------------------- | --------------------- | ------ | ----- | ----- | ------ | ------ | ------ | ------ | ------- | ------ | --- | --- | ----- | ---- |
| 2019-20 | Panasonic Jaguar Racing | Spark-Jaguar I Type-4 | DIR 16 | DIR 7 | SAN 8 | MEX SQ | MAR 16 | BER 15 | BER 20 | BER Rit | BER 17 | BER | BER | 10    | 19º  |

- G: Pilota col giro più veloce nel gruppo di qualifica.
- *: Fanboost

### Formula 1
| 2013 | Scuderia    | Vettura           |  |  |  |  |  |  |  |  |  |  |  |    |  |    |  |    |    |  |    |  |  |  |  |  | Punti | Pos. |
| ---- | ----------- | ----------------- |  |  |  |  |  |  |  |  |  |  |  | -- |  | -- |  | -- | -- |  | -- |  |  |  |  |  | ----- | ---- |
| 2013 | Force India | Force India VJM06 |  |  |  |  |  |  |  |  |  |  |  | SP |  | SP |  | SP | SP |  | SP |  |  |  |  |  |       |      |

| Legenda | 1º posto     | 2º posto | 3º posto    | A punti         | Senza punti/Non class.  | Grassetto – Pole position Corsivo – Giro più veloce |
| Legenda | Squalificato | Ritirato | Non partito | Non qualificato | Solo prove/Terzo pilota | Grassetto – Pole position Corsivo – Giro più veloce |

### Gran Turismo

#### Campionato del mondo endurance (WEC)
| Anno    | Squadra          | Classe    | Vettura                | SIL | SPA | LMS | COA | FUJ | SHA | BHR | SÃO |     | Punti | Pos. |
| ------- | ---------------- | --------- | ---------------------- | --- | --- | --- | --- | --- | --- | --- | --- | --- | ----- | ---- |
| 2014    | AF Corse         | LMGTE Pro | Ferrari 458 Italia GT2 | 5   | 3   | WD  | 7   | 2   | 3   | 3   | 3   |     | 94    | 7º   |
| Anno    | Squadra          | Classe    | Vettura                | SIL | SPA | LMS | NÜR | COA | FUJ | SHA | BHR |     | Punti | Pos. |
| 2015    | AF Corse         | LMGTE Pro | Ferrari 458 Italia GT2 | 3   | 7   | 2   | 3   | 3   | 3   | 4   | 6   |     | 123   | 4º   |
| Anno    | Squadra          | Classe    | Vettura                | SIL | SPA | LMS | NÜR | MEX | COA | FUJ | SHA | BHR | Punti | Pos. |
| 2016    | AF Corse         | LMGTE Pro | Ferrari 488 GTE        | 2   | Rit | Rit | 1   | 2   | 2   | 3   | 3   | 2   | 128   | 3º   |
| Anno    | Squadra          | Classe    | Vettura                | SIL | SPA | LMS | NÜR | MEX | COA | FUJ | SHA | BHR | Punti | Pos. |
| 2017    | AF Corse         | LMGTE Pro | Ferrari 488 GTE        | 2   | 2   | 11  | 1   | 6   | 1   | 1   | 3   | 2   | 153   | 1º   |
| Anno    | Squadra          | Classe    | Vettura                | SPA | LMS | SIL | FUJ | SHA | SEB | SPA | LMS |     | Punti | Pos. |
| 2018-19 | AF Corse         | LMGTE Pro | Ferrari 488 GTE Evo    | 9   | 7   | 1   | 4   | 5   | 4   | 2   | 1   |     | 136,5 | 2º   |
| Anno    | Squadra          | Classe    | Vettura                | SIL | FUJ | SHA | BHR | COA | SPA | LMS | BHR |     | Punti | Pos. |
| 2019-20 | AF Corse         | LMGTE Pro | Ferrari 488 GTE Evo    | 4   | 4   | 1   | 4   | 3   | 4   | 2   | 12  |     | 132   | 5º   |
| Anno    | Squadra          | Classe    | Vettura                | SPA | ALG | MNZ | LMS | BHR | BHR |     |     |     | Punti | Pos. |
| 2021    | AF Corse         | LMGTE Pro | Ferrari 488 GTE Evo    | 2   | 1   | 2   | 1   | 3   | 1   |     |     |     | 177   | 1º   |
| Anno    | Squadra          | Classe    | Vettura                | SEB | SPA | LMS | MON | FUJ | BHR |     |     |     | Punti | Pos. |
| 2022    | AF Corse         | LMGTE Pro | Ferrari 488 GTE Evo    | 4   | 1   | 2   | 3   | 1   | 5   |     |     |     | 135   | 1º   |
| Anno    | Squadra          | Classe    | Vettura                | SEB | ALG | SPA | LMS | MON | FUJ | BHR |     |     | Punti | Pos. |
| 2023    | Ferrari AF Corse | Hypercar  | Ferrari 499P           | 7   | 6   | 3   | 1   | 5   | 5   | 6   |     |     | 114   | 4°   |
| Anno    | Squadra          | Classe    | Vettura                | QAT | IMO | SPA | LMS | SÃO | COA | FUJ | BHR |     | Punti | Pos. |
| 2024    | Ferrari AF Corse | Hypercar  | Ferrari 499P           | 12  | 7   | 4   | 3   | 5   | Rit | Rit | 14  |     | 59    | 8°   |
| Anno    | Squadra          | Classe    | Vettura                | QAT | IMO | SPA | LMS | SÃO | COA | FUJ | BHR |     | Punti | Pos. |
| 2025    | Ferrari AF Corse | Hypercar  | Ferrari 499P           | 3   | 1   | 1   | 3   |     |     |     |     |     | 105*  |      |
| Legenda |                  |           |                        |     |     |     |     |     |     |     |     |     |       |      |

* Stagione in corso.

#### 24 Ore di Le Mans
| Anno | Classe    | N° | Gomme | Vettura                                          | Squadra          | Co-piloti                                | Giri | Pos. Assol. | Pos. di Classe |
| ---- | --------- | -- | ----- | ------------------------------------------------ | ---------------- | ---------------------------------------- | ---- | ----------- | -------------- |
| 2015 | LMGTE Pro | 71 | M     | Ferrari 458 Italia GT2 Ferrari 4.5L V8           | AF Corse         | Davide Rigon Olivier Beretta             | 332  | 21º         | 2º             |
| 2016 | LMGTE Pro | 71 | M     | Ferrari 488 GTE Ferrari F154CB 3.9L Turbo V8     | AF Corse         | Davide Rigon Andrea Bertolini            | 143  | Rit         | Rit            |
| 2017 | LMGTE Pro | 51 | M     | Ferrari 488 GTE Ferrari F154CB 3.9L Turbo V8     | AF Corse         | Alessandro Pier Guidi Michele Rugolo     | 312  | 46º         | 11º            |
| 2018 | LMGTE Pro | 51 | M     | Ferrari 488 GTE Evo Ferrari F154CB 3.9L Turbo V8 | AF Corse         | Alessandro Pier Guidi Daniel Serra       | 339  | 22º         | 7º             |
| 2019 | LMGTE Pro | 51 | M     | Ferrari 488 GTE Evo Ferrari F154CB 3.9L Turbo V8 | AF Corse         | Alessandro Pier Guidi Daniel Serra       | 342  | 20º         | 1º             |
| 2020 | LMGTE Pro | 51 | M     | Ferrari 488 GTE Evo Ferrari F154CB 3.9L Turbo V8 | AF Corse         | Alessandro Pier Guidi Daniel Serra       | 346  | 21º         | 2º             |
| 2021 | LMGTE Pro | 51 | M     | Ferrari 488 GTE Evo Ferrari F154CB 3.9L Turbo V8 | AF Corse         | Alessandro Pier Guidi Côme Ledogar       | 345  | 20º         | 1º             |
| 2022 | LMGTE Pro | 51 | M     | Ferrari 488 GTE Evo Ferrari F154CB 3.9L Turbo V8 | AF Corse         | Alessandro Pier Guidi Daniel Serra       | 350  | 29º         | 2º             |
| 2023 | Hypercar  | 51 | M     | Ferrari 499P Ferrari F163 3.0 L Turbo V6         | Ferrari AF Corse | Antonio Giovinazzi Alessandro Pier Guidi | 342  | 1º          | 1º             |
| 2024 | Hypercar  | 51 | M     | Ferrari 499P Ferrari F163 3.0 L Turbo V6         | Ferrari AF Corse | Antonio Giovinazzi Alessandro Pier Guidi | 311  | 3º          | 3º             |
| 2025 | Hypercar  | 51 | M     | Ferrari 499P Ferrari F163 3.0 L Turbo V6         | Ferrari AF Corse | Antonio Giovinazzi Alessandro Pier Guidi | 387  | 3º          | 3º             |

#### GT World Challenge Europe Endurance Cup
| Anno    | Squadra              | Classe | Vettura         | MNZ | SIL | LEC | SPA | CAT | Punti | Pos. |
| ------- | -------------------- | ------ | --------------- | --- | --- | --- | --- | --- | ----- | ---- |
| 2017    | Kaspersky Motorsport | Pro    | Ferrari 488 GT3 | 4   | 20  | Rit | Rit | 17  | 32    | 7º   |
| Anno    | Squadra              | Classe | Vettura         | MNZ | SIL | LEC | SPA | CAT | Punti | Pos. |
| 2019    | AF Corse             | Pro    | Ferrari 488 GT3 |     |     |     | Rit |     | 0     | NC   |
| Anno    | Squadra              | Classe | Vettura         | IMO | NÜR | SPA | LEC |     | Punti | Pos. |
| 2020    | AF Corse             | Pro    | Ferrari 488 GT3 | 7   | Rit | 5   |     |     | 46    | 6º   |
| Anno    | Squadra              | Classe | Vettura         | IMO | LEC | SPA | HOC | BAR | Punti | Pos. |
| 2022    | AF Corse             | Pro    | Ferrari 488 GT3 | 7   |     |     |     |     | 6*    |      |
| Legenda |                      |        |                 |     |     |     |     |     |       |      |

#### European Le Mans Series
| Anno    | Squadra        | Classe | Vettura                | SIL | IMO | RBR | LEC | EST | Punti | Pos. |
| ------- | -------------- | ------ | ---------------------- | --- | --- | --- | --- | --- | ----- | ---- |
| 2015    | JMW Motorsport | LMGTE  | Ferrari 458 Italia GT2 |     |     |     |     | Rit | 0     | 18º  |
| Legenda |                |        |                        |     |     |     |     |     |       |      |

#### Asian Le Mans
| Anno    | Squadra       | Classe | Vettura         | SHA | FUJ | BUR | SEP | Punti | Pos. |
| ------- | ------------- | ------ | --------------- | --- | --- | --- | --- | ----- | ---- |
| 2018-19 | CarGuy Racing | GT     | Ferrari 488 GT3 | 1   | 1   | 1   | 1   | 101   | 1º   |
| Legenda |               |        |                 |     |     |     |     |       |      |

#### Campionato IMSA WeatherTech SportsCar
(legenda) (Le gare in grassetto indicano la pole position) (Le gare in corsivo indicano Gpv)
| Anno | Squadra           | Classe  | Vettura                  | 1      | 2     | 3   | 4   | 5   | 6   | 7   | 8   | 9   | 10    | 11    | Punti | Pos. |
| ---- | ----------------- | ------- | ------------------------ | ------ | ----- | --- | --- | --- | --- | --- | --- | --- | ----- | ----- | ----- | ---- |
| 2016 | SMP Racing        | GTLM    | Ferrari 488 GTE          | DAY 10 | SEB   | LBH | LGA | WGL | MOS | LRP | ELK | VIR | COA   |       | 58    | 19º  |
| 2016 | Risi Competizione | GTLM    | Ferrari 488 GTE          |        |       |     |     |     |     |     |     |     |       | PET 1 | 58    | 19º  |
| 2017 | Risi Competizione | GTLM    | Ferrari 488 GTE          | DAY 3  | SEB 3 | LBH | COA | WGL | MOS | LRP | ELK | VIR | LGA   | PET   | 60    | 18º  |
| 2018 | Risi Competizione | GTLM    | Ferrari 488 GTE          | DAY 5  | SEB 5 | LBH | MDO | WGL | MOS | LIM | ELK | VIR | LGA   | PET   | 52    | 17º  |
| 2019 | Risi Competizione | GTLM    | Ferrari 488 GTE          | DAY 2  | SEB   | LBH | MDO | WGL | MOS | LIM | ELK | VIR | LGA   | PET 1 | 67    | 20º  |
| 2020 | Risi Competizione | GTLM    | Ferrari 488 GTE          | DAY 6  | DAY   | SEB | ELK | VIR | ATL | MDO | CLT | PET | LGA   | SEB   | 25    | 16º  |
| 2021 | Risi Competizione | GTLM    | Ferrari 488 GTE          | DAY 4  | SEB   | DET | WGL | WGL | LIM | ELK | LGA | LBH | VIR   | PET   | 308   | 13º  |
| 2022 | Risi Competizione | GTD Pro | Ferrari 488 GT3 Evo 2020 | DAY 2  | SEB   | LBH | LGA | WGL | MOS | LIM | ELK | VIR | PET 7 |       | 608   | 16°  |
| 2024 | Risi Competizione | GTD Pro | Ferrari 296 GT3          | DAY 1  | SEB   | LGA | DET | WGL | MOS | ELK | VIR | IMS | ATL   |       |       |      |

* Stagione in corso.